# Cyclopteryx
Cyclopteryx é um gênero de traça pertencente à família Arctiidae.